# 圖瓦盧體育與國家奧林匹克委員會
圖瓦盧體育與國家奧林匹克委員會（Tuvalu Association of Sports and National Olympic Committee）是圖瓦盧的體育部門及國家奧林匹克委員會。該組織成立於2004年，是國際奧委會和大洋洲國家奧林匹克委員會的成員。2008年，首次派員參加在夏季奧運會。
現時，圖瓦盧體育與國家奧林匹克委員會的總部設在富納富提，主席是Kausea Natano。

## 資料來源
1. ↑  Taumaheke, Kuata.  (PDF). Fenui News. 9 March 2015  [12 June 2015]. （原始内容存档 (PDF)于2017-10-04）.
2. ↑  .   [2014-03-20]. （原始内容存档于2016-06-24）.